# 濱金谷站
濱金谷站（日语：／ Hama-Kanaya eki */?）是位於千葉縣富津市金谷2209號，東日本旅客鐵道（JR東日本）的內房線車站。此站鄰近鋸山索道鋸山山麓站。此站是千葉縣最西車站。

## 歷史
- 1916年（大正5年）10月11日：車站啟用[1]。
- 1987年（昭和62年）4月1日：伴隨國鐵分割民營化，車站由東日本旅客鐵道（JR東日本）營運[1]。
- 2009年（平成21年）3月14日：此站可以使用IC卡「Suica」[2]。成為東京近郊區間區域內[2]。

## 車站構造
此站是地面車站，設有1面2線的島式月台。車站大樓位於車站靠近金谷港一方。月台與車站大樓之間設有跨線橋連接。
此站是由君津站管理的業務委託車站，委托了JR東日本車站服務負責車站業務。車站設有綠色窗口（營業時間：9:20 - 16:10 ※中間設有休息時段）、自動售票機1台（可支援Suica）、簡易Suica閘機和廁所（男女分開濕廁）。

### 月台
| 月台 | 路線    | 上下行 | 方向                   |
| ---- | ------- | ------ | ---------------------- |
| 1    | ■內房線 | 上行   | 木更津、千葉、東京方向 |
| 2    | ■內房線 | 下行   | 館山、安房鴨川方向     |

參考
- 在2017年，1號月台下行列車的場內信號與出發信號機，2號月台上行列車的場內信號與出發信號機停止使用。同時停車目標撤走。因此月台設有方向性，只可向一方通行，不能逆線出發。
- 月台可容納11卡車廂。

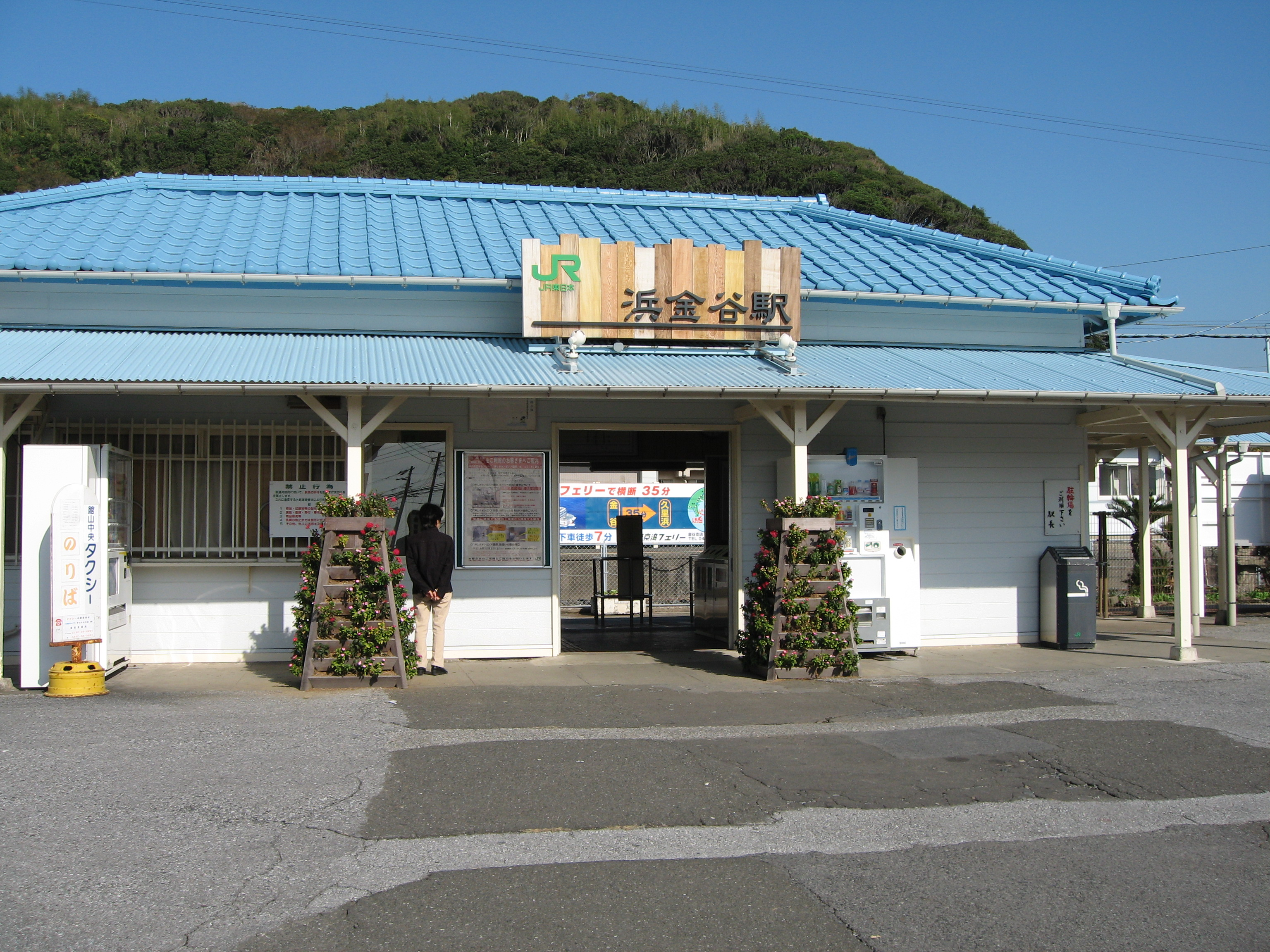
車站大樓正面（2006年11月25日）
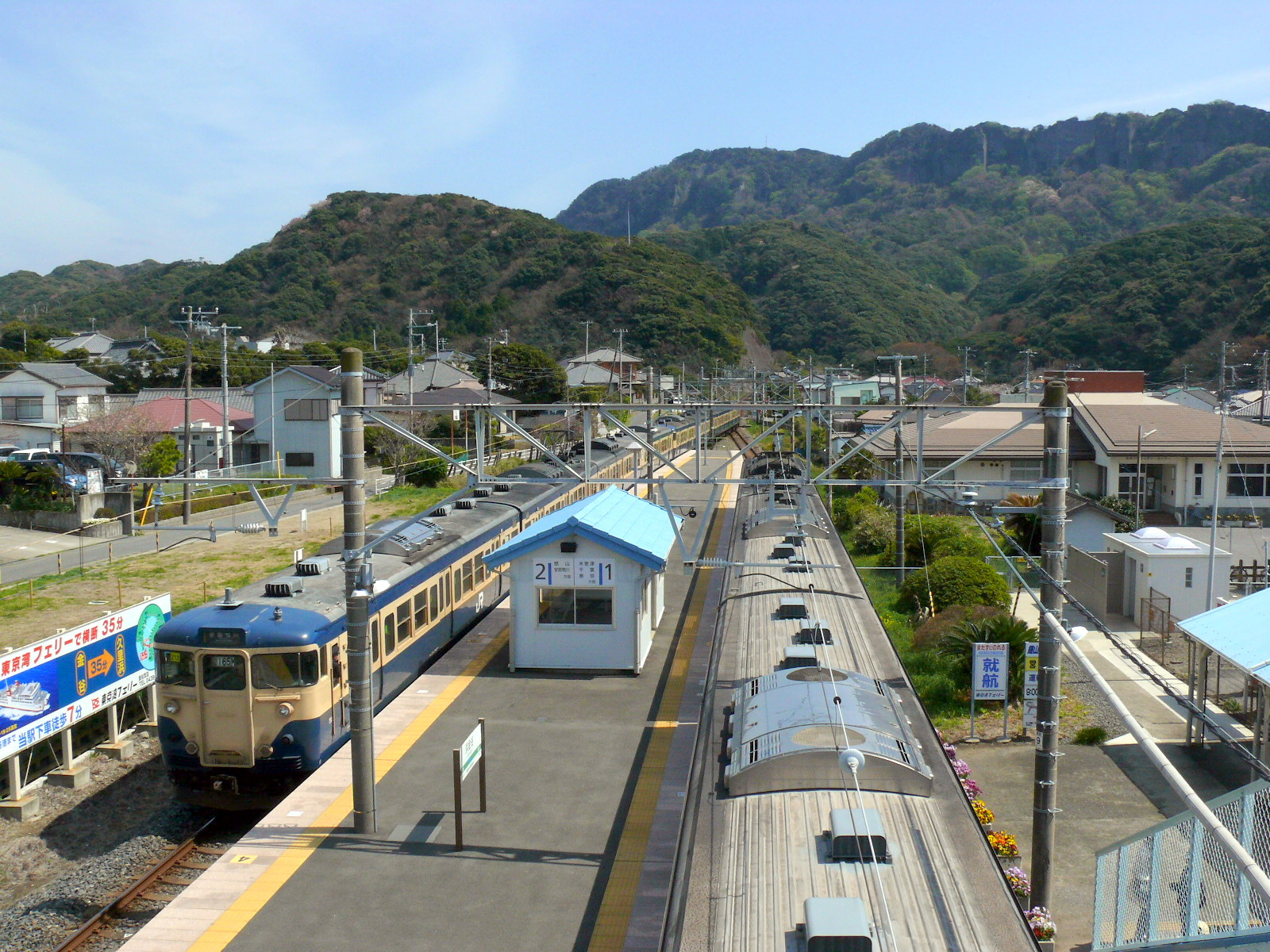
跨線橋與車站月台，望向鋸山、館山方向（2009年4月3日）
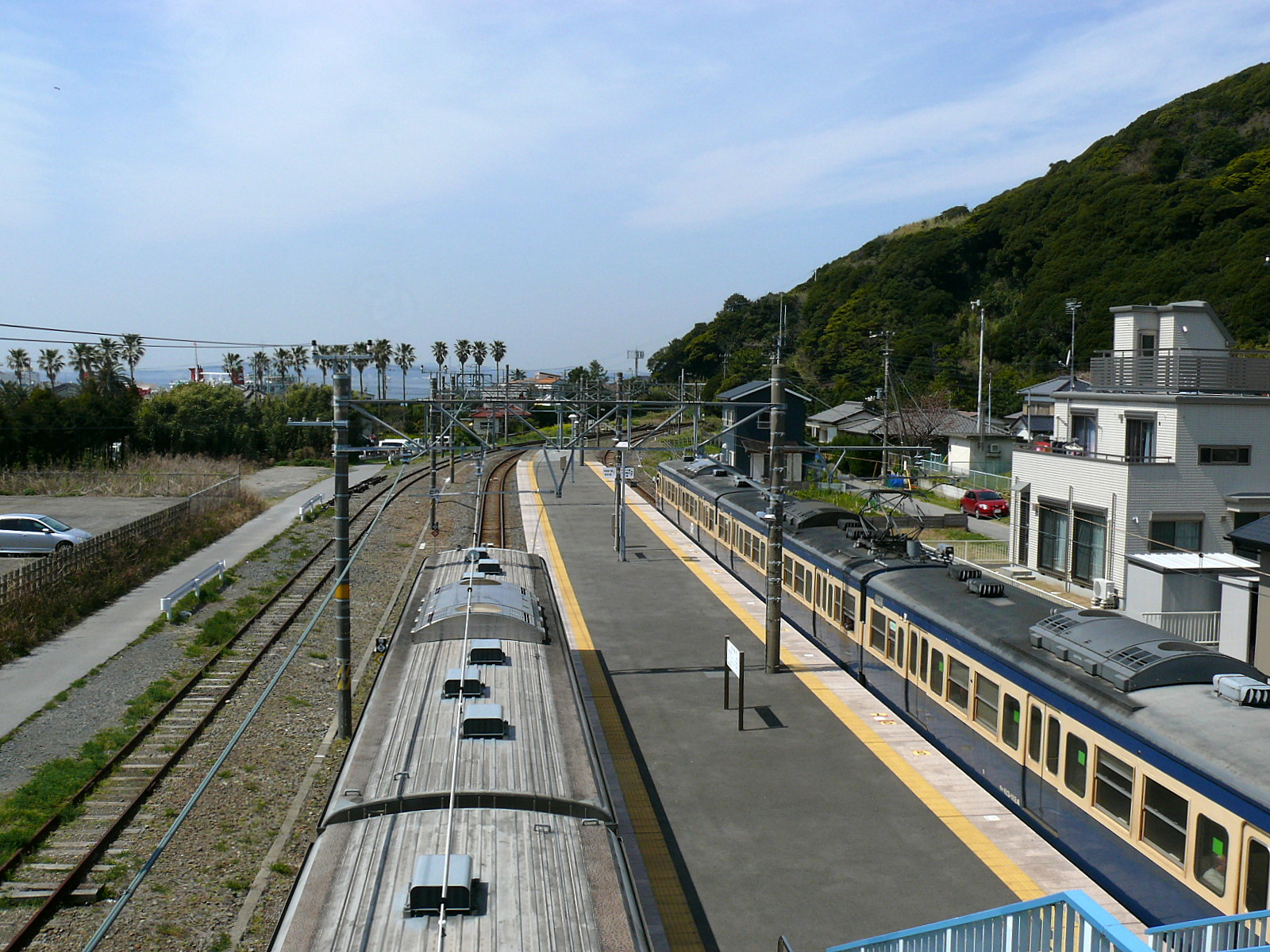
跨線橋與車站月台，望向千葉方向（2009年4月3日）
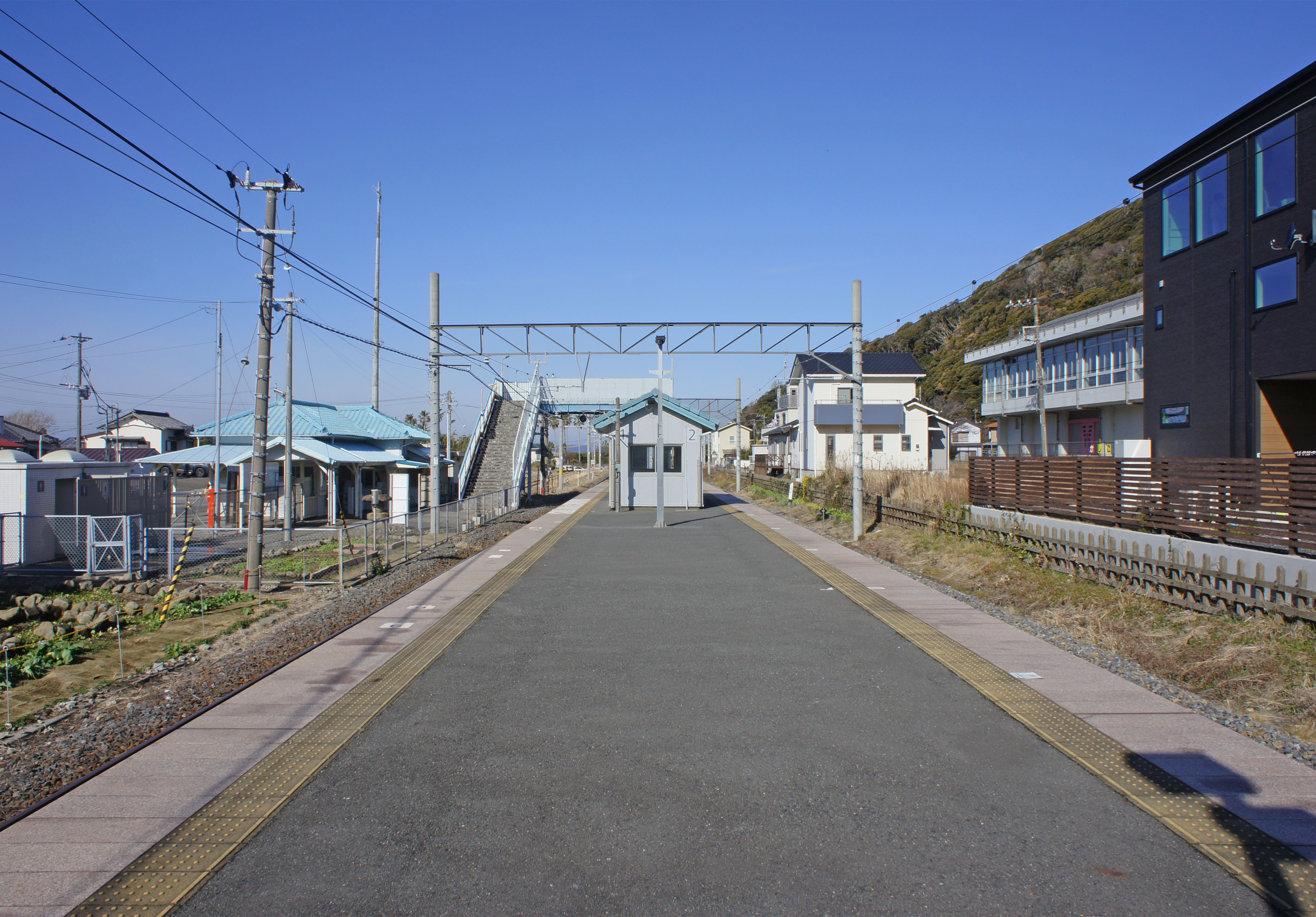
車站月台（2022年2月）

## 使用狀況
在2019年（令和元年）度1日平均乘車人次為237人，以下為乘車人次變化列表：
| 乘車人次變化       | 乘車人次變化     | 乘車人次變化 |
| 年度               | 1日平均 乘車人次 | 參考資料     |
| ------------------ | ---------------- | ------------ |
| 1990年（平成02年） | 1,007            | [ * 1 ]      |
| 1991年（平成03年） | 1,008            | [ * 2 ]      |
| 1992年（平成04年） | 989              | [ * 3 ]      |
| 1993年（平成05年） | 921              | [ * 4 ]      |
| 1994年（平成06年） | 855              | [ * 5 ]      |
| 1995年（平成07年） | 794              | [ * 6 ]      |
| 1996年（平成08年） | 758              | [ * 7 ]      |
| 1997年（平成09年） | 712              | [ * 8 ]      |
| 1998年（平成10年） | 636              | [ * 9 ]      |
| 1999年（平成11年） | 598              | [ * 10 ]     |
| 2000年（平成12年） | 553              | [ * 11 ]     |
| 2001年（平成13年） | 510              | [ * 12 ]     |
| 2002年（平成14年） | 454              | [ * 13 ]     |
| 2003年（平成15年） | 446              | [ * 14 ]     |
| 2004年（平成16年） | 417              | [ * 15 ]     |
| 2005年（平成17年） | 403              | [ * 16 ]     |
| 2006年（平成18年） | 385              | [ * 17 ]     |
| 2007年（平成19年） | 359              | [ * 18 ]     |
| 2008年（平成20年） | 356              | [ * 19 ]     |
| 2009年（平成21年） | 342              | [ * 20 ]     |
| 2010年（平成22年） | 322              | [ * 21 ]     |
| 2011年（平成23年） | 283              | [ * 22 ]     |
| 2012年（平成24年） | 295              | [ * 23 ]     |
| 2013年（平成25年） | 306              | [ * 24 ]     |
| 2014年（平成26年） | 306              | [ * 25 ]     |
| 2015年（平成27年） | 316              | [ * 26 ]     |
| 2016年（平成28年） | 300              | [ * 27 ]     |
| 2017年（平成29年） | 278              | [ * 28 ]     |
| 2018年（平成30年） | 275              | [ * 29 ]     |
| 2019年（令和元年） | 237              |              |

## 車站周邊
- 鋸山索道（日语：鋸山ロープウェー）（鋸山山麓站）
- 濱金谷港（日语：浜金谷港）

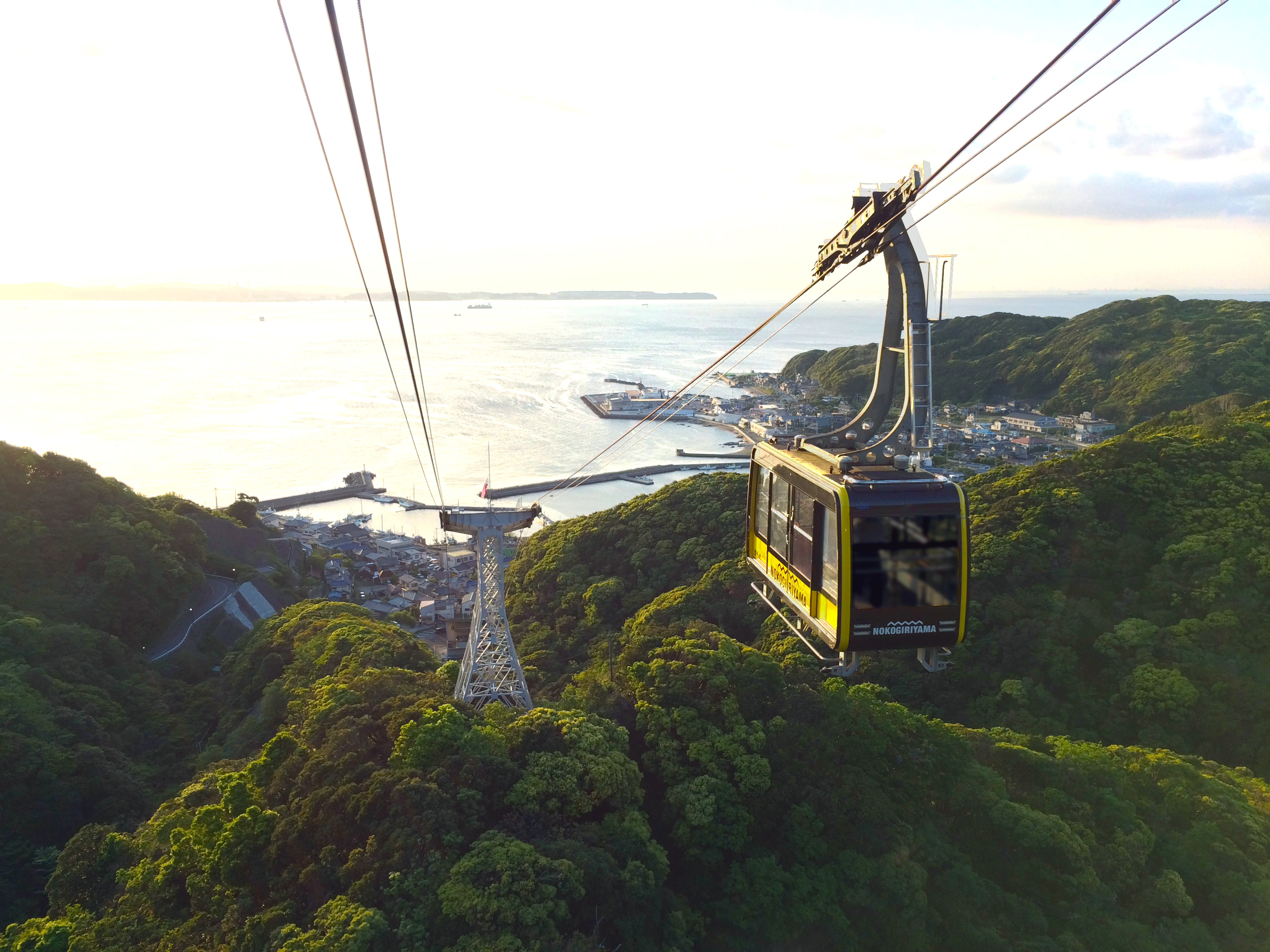
鋸山索道

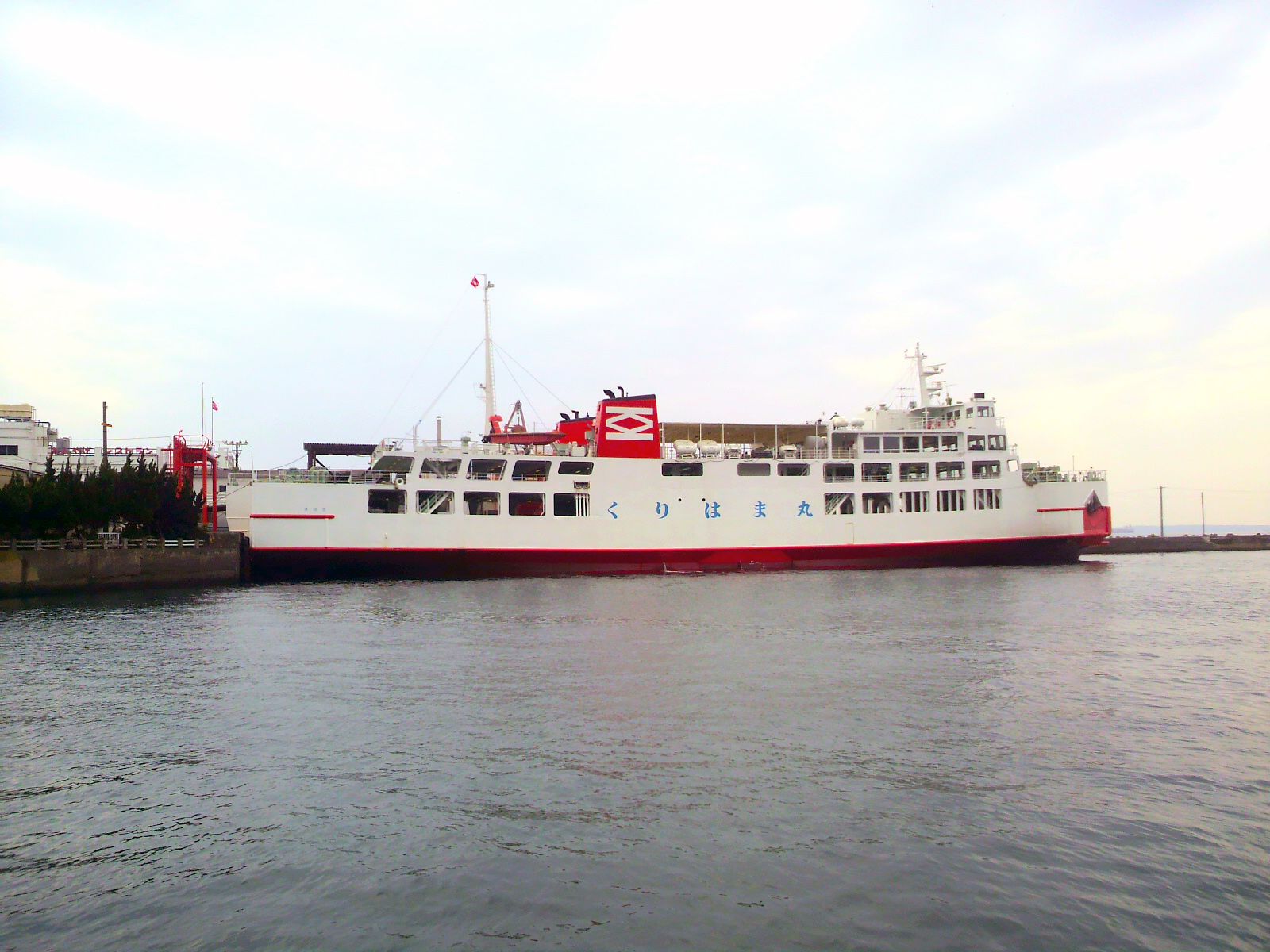
濱金谷港（東京灣渡輪）

  - 步行約7分鐘。使用東京灣渡輪（日语：東京湾フェリー）前往對面岸的久里濱港，船程約40分鐘。
- 富津館山道路（富津金谷交流道）
- 國道127號（日语：国道127号）
- 千葉縣道237號濱金谷停車場線（日语：千葉県道237号浜金谷停車場線）
- 富津市政廳金谷聯絡所
- 富津市立金谷小學
- 富津警署（日语：富津警察署）金谷駐在所
- 金谷郵局
- 金谷站（觀光資訊處）
- 金谷美術館
- 鋸山金谷溫泉
- 鋸山（日语：鋸山 (千葉県)）
- 日本寺（日语：日本寺 (千葉県鋸南町)）（日本寺大佛（日语：日本寺大仏））
- 金谷海濱公園
- The·Fish（海鮮餐廳與市場）

## 巴士路線
最接近的巴士站是在5分鐘步程的「東京灣渡輪」（金谷港、渡輪碼頭前）。所有巴士路線由日東交通營運。
| 乘車場     | 途經                       | 目的地                 |
| ---------- | -------------------------- | ---------------------- |
| 東京灣渡輪 | 保田中央、金束、南之里     | 鴨川站、龜田醫院       |
| 東京灣渡輪 | 高島別莊、竹岡站前、十夜寺 | 上總湊站               |
| 東京灣渡輪 | （直通）                   | 母親牧場（季節性服務） |

## 相鄰車站
東日本旅客鐵道（JR東日本）
■內房線
竹岡－濱金谷－保田

## 注腳

### 使用狀況
1. ↑  千葉縣統計年鑑 （页面存档备份，存于）（日語） - 千葉縣
2. ↑  富津市統計書 （页面存档备份，存于）（日語） - 富津市

JR東日本2000年度以後的乘車人次
1. ↑  各駅の乗車人員（2000年度） （页面存档备份，存于）（日語） - JR東日本
2. ↑  各駅の乗車人員（2001年度） （页面存档备份，存于）（日語） - JR東日本
3. ↑  各駅の乗車人員（2002年度） （页面存档备份，存于）（日語） - JR東日本
4. ↑  各駅の乗車人員（2003年度） （页面存档备份，存于）（日語） - JR東日本
5. ↑  各駅の乗車人員（2004年度） （页面存档备份，存于）（日語） - JR東日本
6. ↑  各駅の乗車人員（2005年度） （页面存档备份，存于）（日語） - JR東日本
7. ↑  各駅の乗車人員（2006年度） （页面存档备份，存于）（日語） - JR東日本
8. ↑  各駅の乗車人員（2007年度） （页面存档备份，存于）（日語） - JR東日本
9. ↑  各駅の乗車人員（2008年度） （页面存档备份，存于）（日語） - JR東日本
10. ↑  各駅の乗車人員（2009年度） （页面存档备份，存于）（日語） - JR東日本
11. ↑  各駅の乗車人員（2010年度） （页面存档备份，存于）（日語） - JR東日本
12. ↑  各駅の乗車人員（2011年度） （页面存档备份，存于）（日語） - JR東日本
13. ↑  各駅の乗車人員（2012年度） （页面存档备份，存于）（日語） - JR東日本
14. ↑  各駅の乗車人員（2013年度） （页面存档备份，存于）（日語） - JR東日本
15. ↑  各駅の乗車人員（2014年度） （页面存档备份，存于）（日語） - JR東日本
16. ↑  各駅の乗車人員（2015年度） （页面存档备份，存于）（日語） - JR東日本
17. ↑  各駅の乗車人員（2016年度） （页面存档备份，存于）（日語） - JR東日本
18. ↑  各駅の乗車人員（2017年度） （页面存档备份，存于）（日語） - JR東日本
19. ↑  各駅の乗車人員（2018年度） （页面存档备份，存于）（日語） - JR東日本
20. ↑  各駅の乗車人員（2019年度） （页面存档备份，存于）（日語） - JR東日本

千葉縣統計年鑑
1. ↑  千葉縣統計年鑑（平成3年） （页面存档备份，存于）（日語）
2. ↑  千葉縣統計年鑑（平成4年） （页面存档备份，存于）（日語）
3. ↑  千葉縣統計年鑑（平成5年） （页面存档备份，存于）（日語）
4. ↑  千葉縣統計年鑑（平成6年） （页面存档备份，存于）（日語）
5. ↑  千葉縣統計年鑑（平成7年） （页面存档备份，存于）（日語）
6. ↑  千葉縣統計年鑑（平成8年） （页面存档备份，存于）（日語）
7. ↑  千葉縣統計年鑑（平成9年） （页面存档备份，存于）（日語）
8. ↑  千葉縣統計年鑑（平成10年） （页面存档备份，存于）（日語）
9. ↑  千葉縣統計年鑑（平成11年） （页面存档备份，存于）（日語）
10. ↑  千葉縣統計年鑑（平成12年） （页面存档备份，存于）（日語）
11. ↑  千葉縣統計年鑑（平成13年） （页面存档备份，存于）（日語）
12. ↑  千葉縣統計年鑑（平成14年） （页面存档备份，存于）（日語）
13. ↑  千葉縣統計年鑑（平成15年） （页面存档备份，存于）（日語）
14. ↑  千葉縣統計年鑑（平成16年） （页面存档备份，存于）（日語）
15. ↑  千葉縣統計年鑑（平成17年） （页面存档备份，存于）（日語）
16. ↑  千葉縣統計年鑑（平成18年） （页面存档备份，存于）（日語）
17. ↑  千葉縣統計年鑑（平成19年） （页面存档备份，存于）（日語）
18. ↑  千葉縣統計年鑑（平成20年） （页面存档备份，存于）（日語）
19. ↑  千葉縣統計年鑑（平成21年） （页面存档备份，存于）（日語）
20. ↑  千葉縣統計年鑑（平成22年） （页面存档备份，存于）（日語）
21. ↑  千葉縣統計年鑑（平成23年） （页面存档备份，存于）（日語）
22. ↑  千葉縣統計年鑑（平成24年） （页面存档备份，存于）（日語）
23. ↑  千葉縣統計年鑑（平成25年） （页面存档备份，存于）（日語）
24. ↑  千葉縣統計年鑑（平成26年） （页面存档备份，存于）（日語）
25. ↑  千葉縣統計年鑑（平成27年） （页面存档备份，存于）（日語）
26. ↑  千葉縣統計年鑑（平成28年） （页面存档备份，存于）（日語）
27. ↑  千葉縣統計年鑑（平成29年） （页面存档备份，存于）（日語）
28. ↑  千葉縣統計年鑑（平成30年） （页面存档备份，存于）（日語）
29. ↑  千葉縣統計年鑑（令和元年） （页面存档备份，存于）（日語）

## 外部連結
- 車站資訊（濱金谷）：東日本旅客鐵道（日語）